# Eichfeld (Astronomie)
Als Eichfelder werden in der Astronomie bestimmte Sternfelder bezeichnet, in denen die physikalischen oder statistischen Eigenschaften der darin enthaltenen Fixsterne untersucht und untereinander verglichen werden.
Erstmals verwendete William Herschel Ende des 18. Jahrhunderts die Methode der Eichfelder, um die Struktur der Milchstraße zu ergründen. Er wählte 3400 gleichmäßig über den Himmel verteilte Sternfelder aus und zählte die dort in seinem Fernrohr sichtbaren Sterne. Unter der vereinfachenden Annahme, sie hätten alle dieselbe Leuchtkraft, berechnete er daraus, wie weit sich das Sternsystem der Milchstraße in der jeweiligen Richtung erstrecken könnte, und erhielt im Wesentlichen deren Linsenform. Herschel nannte seine Methode Eichen der Himmels oder die Sterneiche und gilt damit als Begründer der Stellarstatistik.
Das für die Amateurastronomie bekannteste Eichfeld ist die Nordpolarsequenz oder kurz Polsequenz. Sie ist eine Auswahl von Sternen in der Umgebung des nördlichen Himmelspols mit genau vermessenen Helligkeiten. Man hat sie in drei Felder wachsender Sternzahlen und abnehmender Helligkeit gegliedert. Insgesamt enthält sie visuell und fotografisch bestimmte Sterne von zweiter bis 17. Größenklasse und diente lange als primäres Standardsystem für die Fotometrie.
Als sehr genaue Ergänzung dazu gibt es einige hundert über den ganzen Himmel verteilte Standardsterne mit sehr genauen Helligkeiten in mehreren Farbbereichen.
Für Zwecke der galaktischen Stellarstatistik gibt es die Selected Areas:
- 206 regelmäßig und symmetrisch zum galaktischen Äquator verteilte Sternfelder von 1,25° × 1,25°
- und zusätzlich 46 in besonderen Gebieten der Milchstraße.

Sie gelten als repräsentative Stichproben für den gesamten Himmel.